# Pop (álbum de U2)
Pop é o nono álbum de estúdio da banda de rock irlandesa U2, lançado em 3 de março de 1997. O álbum foi uma continuação de uma reinvenção da banda na década de 1990, uma vez que eles seguiram uma nova direção musical, combinando influências de rock alternativo, techno, dance e eletrônica. O álbum emprega uma variedade de técnicas de produção relativamente nova do U2, incluindo amostragem, loops, bateria eletrônica programada e sequenciamento.
As sessões de gravação começaram em 1995 com vários produtores de discos, incluindo Nellee Hooper, Flood, Howie B e Steve Osborne, que estavam apresentando à banda diversas influências eletrônicas. Na época, o baterista Larry Mullen Jr. estava inativo devido a uma lesão nas costas, fazendo com que outros membros da banda tomassem diferentes abordagens para a composição. Após o retorno de Mullen, a banda começou a refazer grande parte do seu material, mas em última análise, se esforçaram para completar as canções depois que a banda permitiu que o gestor do grupo, Paul McGuinness, reservasse a sua próxima turnê Popmart Tour antes que o álbum fosse concluído, sendo que o grupo se apressou para completar o álbum. Mesmo depois de adiar a data de lançamento do álbum do Natal e temporada de férias de 1996 para março de 1997, o U2 ficou sem tempo no estúdio, e o produto final não foi do seu agrado. Desde o lançamento do álbum, muitas de suas canções foram regravadas e remixadas.
Embora tenha atingido a posição de número #1 em 35 países, incluindo Reino Unido e Estados Unidos, o tempo de vida de vendas de Pop está entre os mais baixos do catálago do U2 e a reação crítica foi mista. Pop foi certificado por platina pela RIAA em 5 de maio de 1997.

## Antecedentes e escrita
Na primeira metade da década de 1990, o U2 passou por uma dramática mudança no estilo musical. A banda tinha feito experimentações com rock alternativo e música eletrônica e usado amostras em seu álbum de 1991, Achtung Baby, e, em maior escala, no álbum de 1993, Zooropa. Em 1995, os projetos paralelos do grupo forneceram-lhes uma oportunidade de investigar mais ainda esses gêneros musicais. O baixista Adam Clayton e o baterista Larry Mullen Jr. gravaram em um estilo eletrônico para o tema da trilha sonora do filme Mission: Impossible. A gravação foi nomeada para um Grammy Award de "Melhor Performance Instrumental Pop" em 1997, e foi um sucesso internacional no Top 10. Em 1995, a banda, junto a Brian Eno, gravou um álbum experimental, Original Soundtracks 1, sob o apelido de "Passengers" ("Passageiros"). O projeto incluiu também Howie B, Chuck D, Akiko Kobayashi, Luciano Pavarotti, entre outros.
Bono e The Edge tinham escrito algumas músicas antes de começar a gravar seriamente. "If You Wear That Velvet Dress", "Wake Up Dead Man", "Last Night on Earth" e "If God Will Send His Angels" foram originalmente concebidas durante as sessões de Zooropa. "Mofo" e "Staring at the Sun" também foram, parcialmente escritas.

## Gravação e produção
Para o novo álbum, o U2 queria continuar seus experimentos sonoros, e eles empregaram vários produtores a ter pessoal adicional para compartilhar ideias. Flood foi o principal produtor, tendo trabalhado anteriormente com o grupo como engenheiro dos álbuns The Joshua Tree e Achtung Baby e co-produtor de Zooropa. Mark "Spike" Stent e Howie B eram os engenheiros principais. Flood descreveu seu trabalho no Pop como "criativo coordenador. Havia algumas faixas onde não têm necessariamente um maior envolvimento... mas no final, a responsabilidade parou em mim. Eu tinha o papel de supervisor criativo, de julgar o que funcionou e o que não funcionou no trabalho". Howie B trabalhou pela primeira vez com a banda no álbum Original Soundtracks 1, fornecendo mixagens, tratamentos e "arranhos". No Pop, o papel foi inicialmente dado a "DJ e Vibes". Mais tarde, seus papéis ficaram mais definidos como co-produtor, engenheiro e mixer. Uma de suas principais tarefas era apresentar a banda a sons e influências dentro do estilo eletrônico. A banda e Howie B regularmente saíam a clubes de dança para experimentar a cultura e a música dos clubes. A principal meta para o álbum era criar um novo som para a banda que ainda fosse reconhecível como U2.
O U2 começou a trabalhar no Pop em meados de 1995, colaborando com Nellee Hooper em Londres, França e Irlanda. Em setembro, a banda mudou as sessões de gravação para Hanover Quay em Dublin, para um estúdio em que a banda tinha acabado de converter em um armazém. O estúdio foi projetado para ser um local de ensaio muito mais do que um estúdio. Flood, Howie B, Steve Osborne, e Marius de Vries juntaram Hooper e a banda no local, cada um incorporando as suas influências e experiências da música eletrônica. Flood descreveu a influência de Howie da seguinte maneira: "Howie estaria tocando todos os tipos de registros para inspirar a banda e para que eles improvisassem, podendo ser qualquer coisa de um solo de trompete de jazz e algo funk super groove, sem tabus. Nós também programamos a bateria em loops e levamos as coisas a partir de CDs de amostras; nada a deixar a coisa rolar. O U2 chega no estúdio com muito pouco material acabado". Essas sessões duraram até dezembro, e em torno de 30-40 partes de músicas surgiram durante este período.
Mullen, que tinha estado ausente na maior parte das sessões prestes a iniciar uma família e um enfermeiro cuidando de uma lesão em suas costas que estava em agravamento, estava com uma cirurgia programada em suas costas em novembro. Mullen foi incapaz de tocar bateria adequadamente durante este período, forçando o U2 a abandonar seus métodos usuais de composição como um grupo e fazendo com que eles permitissem seguir diferentes influências musicais. Mullen admitiu que estava chateado pelo fato da banda ter entrado em estúdio sem ele, conscientes de que decisões mais importantes seriam feitas nos primeiros meses de gravação. Eno tentou convencer os outros membros da banda a esperar pela recuperação de Mullen, mas The Edge explicou, dizendo: "A ideia era que nós estávamos indo experimentar mais com a noção de que uma banda era sobretudo, e encontrar novas maneiras de escrever canções, aceitando a influência e a estética da música dance... pensávamos: 'Vamos começar com batidas de mixagem da bateria de Howie e ver onde iria nos levar'". Mullen estava de volta ao estúdio depois de três semanas da cirurgia, mas suas costas o impediam de se dedicar totalmente à gravação. Como ele descreveu: "Eu precisava de um pouco mais de tempo para me recuperar. Mas nós estávamos tendo problemas com alguns dos materiais, e para o projeto avançar, eu tive que esperar muito tempo". As sessões cessaram temporariamente em janeiro de 1996, para permitir que Mullen se reabilitasse.
Após o retorno de Mullen e a retomada das sessões em fevereiro de 1996, a equipe de produção de Flood, Howie B e Hooper passou três meses tentando refazer grande parte do material da banda para incorporar loops e amostras com suas ideias musicais a partir de 1995. Esse período foi difícil; Mullen, em particular, teve que gravar partes de bateria para substituir os loops que Howie B havia amostrado sem permissão. Flood disse: "Pegamos o que tínhamos e fizemos com que a banda tocasse nele e trabalhá-lo em seu próprio idioma, enquanto incorporamos uma ética de dança ... A maneira orientada para o groove de fazer música pode ser uma armadilha quando não há música; você acaba tocando um riff. Então você tem que tentar entender o ritmo e a música e fazê-los soar como a banda, e fazê-lo parecer algo novo".
Apesar das dificuldades iniciais com a amostragem, a banda e a equipe de produção acabaram se acostumando com ela, inclusive com a bateria de Mullen, os riffs de guitarra de Edge, as linhas de baixo de Clayton e as vocalizações de Bono. Howie B experimentou quase tudo o que pôde para encontrar sons interessantes. Ele criou padrões sequenciais para Edge tocar guitarra, algo que o guitarrista nunca havia feito antes e achou muito interessante. Howie B explicou: "Às vezes eu experimentava, digamos, uma guitarra, mas não voltava soando como uma guitarra; pode parecer mais uma broca pneumática, porque eu pegava o som bruto e o filtrava, realmente destruía o som da guitarra e transformava-o em algo completamente diferente". Embora o sequenciamento tenha sido usado, principalmente em teclados, loops de guitarra e alguma percussão, foi usado moderadamente por medo de se tornar dependente dele.
Nellee Hooper deixou as sessões em maio de 1996 devido a seus compromissos com a trilha sonora de Romeu + Julieta. As sessões de gravação mudaram radicalmente nos últimos meses, e é por isso que Hooper não foi creditado no álbum.
Ao forçar os membros da banda a sair de suas zonas de conforto individuais, os produtores foram capazes de mudar a abordagem do U2 de compor e tocar seus instrumentos. Mullen, em particular, foi forçado a fazer isso, pois usava amostras de outros discos, CDs de amostra ou bateria programada enquanto se recuperava. Embora ele tenha voltado a gravar suas próprias amostras, a experiência de usar outras pessoas mudou sua abordagem para gravar ritmos.
Por fim, o U2 sentiu que Pop não havia sido concluído de forma satisfatória. The Edge descreveu o álbum finalizado como "um projeto de compromisso por fim. Foi um período louco tentando misturar tudo e terminar a gravação e ter reuniões de produção sobre a próxima turnê ... Se você não pode misturar alguma coisa, geralmente significa que há algo errado com isso ... ". Mullen disse:" Se tivéssemos mais dois ou três meses para trabalhar, teríamos um disco muito diferente. Gostaria de um dia refazer essas músicas e dar a elas atenção e tempo que merecem". McGuinness discorda de que a banda não teve tempo suficiente, dizendo: "Na verdade, na verdade demorou muito tempo. Acho que sofria com muitos cozinheiros (na cozinha). Havia tantos pessoas com uma mão nesse registro, não me surpreendeu que não tenha sido tão claro quanto poderia ter sido ... Foi também a primeira vez que comecei a pensar que a tecnologia estava ficando fora de controle". A banda acabou retrabalhando e regravando muitas músicas, incluindo algumas que estiveram presentes na compilação de 2002 da banda, The Best of 1990-2000.

## Composição
Pop apresenta loops de fita, programação, sequenciamento, amostragem e ritmos de dança e funky. The Edge disse na revista de fãs do U2, Propaganda, que "é muito difícil definir esse álbum. Ele não tem nenhuma identidade porque tem tantas." Bono disse que o álbum "começa em uma festa e termina em um funeral", referindo-se à primeira metade animada e festiva do álbum e ao clima sombrio da segunda metade. De acordo com Flood, a equipe de produção trabalhou para conseguir uma "sensação de espaço" no som do disco, colocando em camadas todos os elementos dos arranjos e dando-lhes lugares no espectro de frequência onde não interferissem uns com os outros por meio de experimentação e repetição contínuas e retrabalhando arranjos musicais.
O baixo de Clayton foi fortemente processado, a ponto de soar como um baixo de teclado (um instrumento utilizado em "Mofo"). The Edge queria se distanciar da imagem que ele tinha desde os anos 1980 como tendo um som de guitarra com eco pesado. Como resultado, ele ficou entusiasmado com a experiência com o som de sua guitarra, daí os sons distorcidos da guitarra no álbum, obtidos com uma variedade de pedais de efeitos, sintetizadores e manobras. Bono estava muito determinado a evitar o estilo vocal presente em álbuns anteriores (especialmente dos anos 1980), caracterizado por pathos, timbre rico, uma qualidade às vezes teatral e seu uso de canto em falsete: em vez disso, ele optou por um canto mais áspero, mais nervoso e menos carregado de timbre. A equipe de produção fez sua voz soar mais íntima, o mais direta e crua possível. Como Flood explicou: "Você consegue seu envolvimento emocional com as músicas por meio das letras e da maneira como ele reage à música - sem que ele tenha que ir para 11 o tempo todo... Nós só usamos efeitos extremos em sua voz durante a gravação, para ele se colocar em um lugar diferente, e então, gradualmente, retiramos a maioria dos efeitos".

## Lançamento
| Críticas profissionais     | Críticas profissionais |
| Avaliações da crítica      | Avaliações da crítica  |
| Fonte                      | Avaliação              |
| -------------------------- | ---------------------- |
| allmusic                   | [ 13 ]                 |
| Christgau's Consumer Guide | (ruim)                 |
| Entertainment Weekly       | B                      |
| Jam! Showbiz               | [ 16 ]                 |
| Los Angeles Times          | [ 17 ]                 |
| The New Zealand Herald     | [ 18 ]                 |
| NME                        | (8/10)                 |
| Orlando Sentinel           | [ 20 ]                 |
| Rolling Stone              | [ 21 ]                 |
| Spin                       | (9/10)                 |

Pop foi originalmente agendado para ser lançado em novembro de 1996, mas depois que as sessões de gravação se prolongaram, o álbum teve seu lançamento adiado para março de 1997. Isso reduziu significativamente o tempo de ensaio da banda para a Popmart Tour que eles haviam agendado com antecedência, o que afetou a qualidade das apresentações iniciais da banda na turnê. Embora a banda tenha optado em nomear o álbum de Pop, houve muitos nomes de trabalho e títulos propostos para o álbum, incluindo Discola, Miami, Mi@mi, Novelty Act, Super City Mania, YOU2 e Godzilla, que chegaram ao ponto de ter uma arte feita para eles, enquanto os nomes Pop for Men e Pop Pour Hommes também foram considerados. Pop foi dedicado a Bill Graham, um dos primeiros fãs da banda que morreu em 1996, famoso por sugerir a Paul McGuinness que ele se tornasse empresário do U2.
Em 26 de outubro de 1996, o U2 se tornou uma das primeiras bandas a ser vítima de um vazamento na Internet quando um fansite da Hungria vazou áudios de "Discothèque" e "Wake Up Dead Man", criando um burburinho que cresceu rapidamente na Internet, com estações de rádio tocando trechos dessas faixas como um meio de apresentar o álbum aos ouvintes. Os áudios foram devolvidos à Polygram, onde um executivo compartilhou uma fita VHS com visualizações das faixas para gerentes de marketing em todo o mundo; um escritor disse que "a partir daí, caiu nas mãos de um amigo de um funcionário da gravadora".
Promoção
Em 12 de fevereiro de 1997, duas semanas antes do álbum ser lançado, a banda deu uma entrevista coletiva em uma loja de departamentos da K-Mart em Nova York para anunciar os detalhes da Popmart Tour. Em 26 de abril de 1997, a rede de televisão americana ABC transmitiu um especial de uma hora em horário nobre sobre o álbum e a turnê, intitulado U2: A Year in Pop. Narrado pelo ator Dennis Hopper, o documentário contou com filmagens das sessões de gravação de Pop, bem como filmagens ao vivo do show de abertura da PopMart em Las Vegas, ocorrido na noite anterior. O programa teve uma baixa audiência, ficando em 101º lugar entre 107 programas transmitidos naquela semana, de acordo com as avaliações da Nielsen, e se tornou o documentário apolítico com a pior avaliação na história da rede ABC. Apesar da baixa audiência, McGuinness apreciou a oportunidade da banda de aparecer na rede de televisão em primeiro lugar, afirmando que a pequena audiência para o especial de televisão ainda era uma grande audiência para a banda, já que era muito maior do que qualquer público que pudesse ser obtido pela MTV.

## Popmart Tour

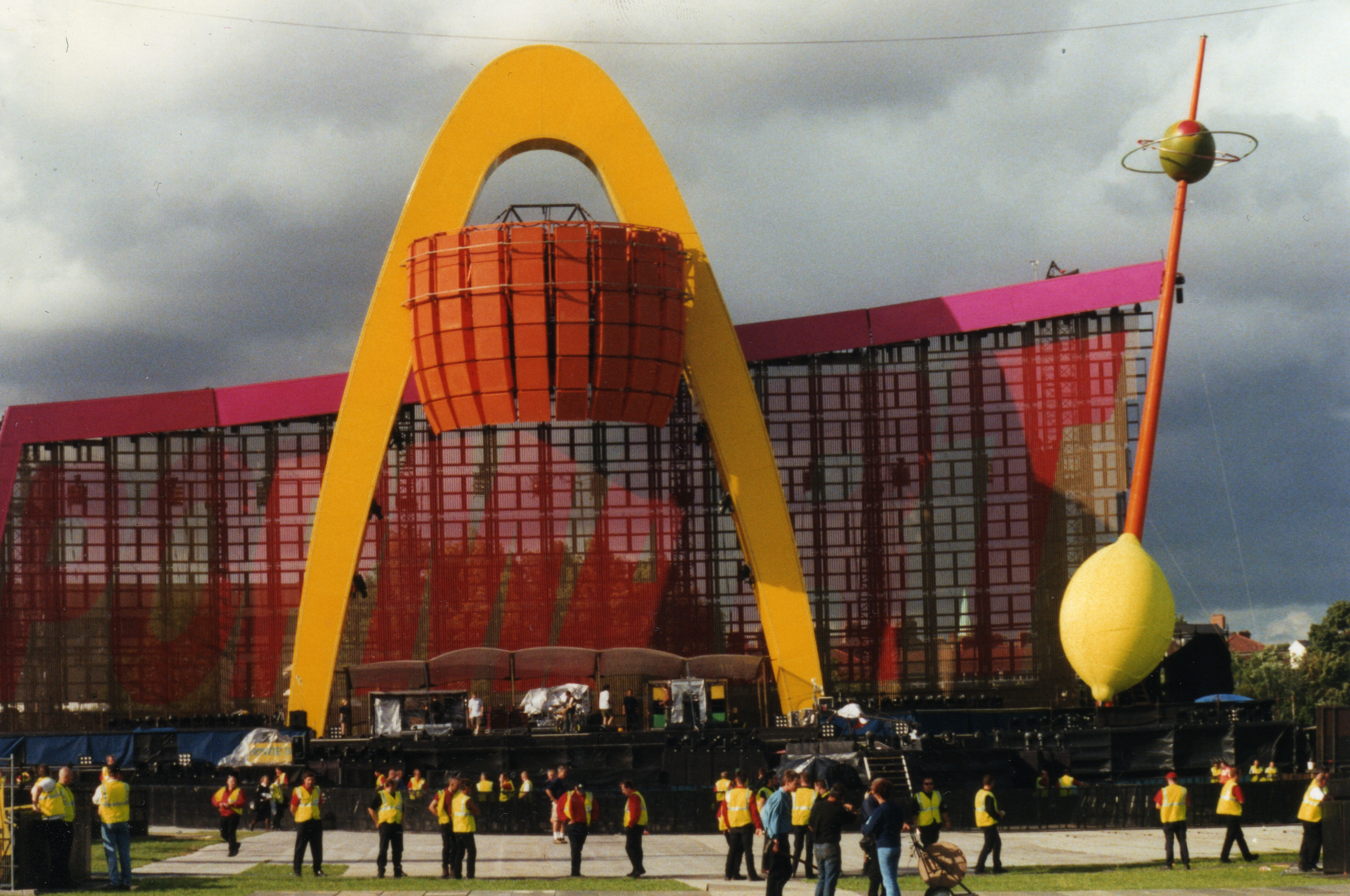
O palco da Popmart Tour apresentou a maior tela de LED de todos os tempos, junto com um arco dourado, um limão gigante de onde a banda emergia durante o bis dos shows e uma azeitona acoplada a um palito de dente

Em apoio ao álbum, a banda lançou a Popmart Tour. Composta por quatro etapas e um total de 94 shows, a turnê levou a banda a estádios do mundo todo, de abril de 1997 a março de 1998, incluindo a visita do grupo pela primeira vez a diversas localidades, como Israel, África do Sul e o continente sul-americano. Assim como sua turnê anterior Zoo TV, a Popmart Tour foi altamente elaborada, apresentando um palco luxuoso e viu a banda abraçar uma imagem irônica e zombeteira. As performances da banda e o design do palco da turnê zombaram dos temas do consumismo e abraçaram a cultura pop. Juntamente com o reduzido tempo de ensaio que comprometeu o desempenho do grupo nos shows iniciais, a turnê sofreu dificuldades técnicas e recebeu críticas mistas de críticos e fãs sobre a extravagância da turnê.

## Lista de faixas
| N.º | Título                          | Produzido por        | Duração |  |
| 1.  | "Discothèque"                   | Flood                | 5:19    |  |
| 2.  | "Do You Feel Loved"             | Steve Osborne, Flood | 5:07    |  |
| 3.  | "Mofo"                          | Flood                | 5:46    |  |
| 4.  | "If God Will Send His Angels"   | Flood, Howie B       | 5:22    |  |
| 5.  | "Staring at the Sun"            | Flood                | 4:36    |  |
| 6.  | "Last Night on Earth"           | Flood                | 4:45    |  |
| 7.  | "Gone"                          | Flood                | 4:26    |  |
| 8.  | "Miami"                         | Flood, Howie B       | 4:52    |  |
| 9.  | "The Playboy Mansion"           | Flood, Howie B       | 4:40    |  |
| 10. | "If You Wear That Velvet Dress" | Flood                | 5:14    |  |
| 11. | "Please"                        | Flood, Howie B       | 5:10    |  |
| 12. | "Wake Up Dead Man"              | Flood                | 4:52    |  |

| Faixa bônus lançada no Japão |                         |            |         |  |
| N.º                          | Título                  | Mixado por | Duração |  |
| 13.                          | "Holy Joe" (Guilty Mix) | Flood      | 5:08    |  |

## Posições e vendas
| País           | Posição | Certificado | Vendas      |
| -------------- | ------- | ----------- | ----------- |
| Alemanha       | 1       | Ouro        | 250.000 +   |
| Argentina      | -       | Platina     | 60.000 +    |
| Austrália      | 1       | Platina     | 70.000 +    |
| Áustria        | 1       | Platina     | 50.000 +    |
| Bélgica        | 1       | Platina     | 50.000 +    |
| Brasil         | -       | Ouro        | 300.000 +   |
| Canadá         | 1       | 3× Platina  | 300 000 +   |
| Espanha        | 1       | Platina     | 100 000 +   |
| Estados Unidos | 1       | Platina     | 1 000 000 + |
| Finlândia      | 1       | Ouro        | 32 000 +    |
| França         | 1       | Platina     | -           |
| Hong Kong      | -       | Platina     | 20 000 +    |
| Itália         | 1       | 3× Platina  | 300 000 +   |
| Japão          | 2       | Platina     | 200 000 +   |
| Noruega        | 1       | Platina     | 50 000 +    |
| Nova Zelândia  | 1       | 2× Platina  | 30 000 +    |
| Países Baixos  | 1       | Ouro        | -           |
| Polônia        | -       | Ouro        | 50 000 +    |
| Reino Unido    | 1       | Platina     | 300 000+    |
| Suécia         | 1       | Ouro        | 40 000 +    |
| Suíça          | 1       | Platina     | 50 000 +    |

| Ano  | Canção                        | Posição | Posição | Posição | Posição | Posição | Posição |
| Ano  | Canção                        | IRL     | AUS     | BE (Vl) | CAN     | UK      | EUA     |
| ---- | ----------------------------- | ------- | ------- | ------- | ------- | ------- | ------- |
| 1997 | "Discothèque"                 | 1       | 3       | 14      | 1       | 1       | 10      |
| 1997 | "Staring at the Sun"          | 4       | 23      | 46      | 2       | 3       | 26      |
| 1997 | "Last Night on Earth"         | 11      | 32      | 29      | 4       | 10      | 57      |
| 1997 | "Please"                      | 6       | 21      | 31      | 10      | 7       | -       |
| 1997 | "Mofo"                        | -       | 35      | -       | -       | -       | -       |
| 1997 | "If God Will Send His Angels" | 11      | -       | -       | -       | 14      | -       |
| 2001 | "If God Will Send His Angels" | -       | -       | -       | 26      | -       | -       |